# アジアバスケットボールリーグ2008
アジアバスケットボールリーグ2008（Asian Basketball Association 2008）は、2008年9月14日から18日まで中華人民共和国・東莞の東莞市体育館で開催されたアジアバスケットボールリーグである。

## 出場チーム
- 広東サザンタイガース（ 中国）
- ソウル三星サンダース（ 韓国）
- レラカムイ北海道（ 日本）
- 永倫（ 香港）

## 結果
9月14日
- リーグ戦 広東サザンタイガース - 永倫
- リーグ戦 ソウル三星サンダース 55 - 63 レラカムイ北海道

9月15日
- リーグ戦 レラカムイ北海道 68 - 62 広東サザンタイガース
- リーグ戦 永倫 78 - 65 ソウル三星サンダース

9月16日
- リーグ戦 レラカムイ北海道 58 - 63 永倫
- リーグ戦 ソウル三星サンダース - 広東サザンタイガース

9月18日
- 3位決定戦 永倫 - ソウル三星サンダース
- 決勝戦 レラカムイ北海道 71 - 80 広東サザンタイガース

## 最終順位
| 順位 | チーム               |
| ---- | -------------------- |
| 1    | 広東サザンタイガース |
| 2    | レラカムイ北海道     |
| 3    | ソウル三星サンダース |
| 4    | 永倫                 |